# جوایز فیلم گل وحشی
جوایز فیلم گل وحشی (انگلیسی: Wildflower Film Awards; کره‌ای: 들꽃영화상) مراسم اهدای جوایز در کره جنوبی است که از دستاوردهای فیلم‌های مستقل و کم هزینهٔ کره‌ای تجلیل می‌کند. این مراسم توسط جوایز فیلم گل وحشی کره ارائه می‌شود. جوایز سالانه به فیلم‌هایی اعطا می‌شود که سال قبل منتشر شده‌اند.
در سال ۲۰۱۶، دسته‌بندی‌های بهترین بازیگر تازه‌کار تازه‌کار و بهترین بازیگر ادغام شدند و بخش بهترین بازیگر مکمل اضافه شد.
در سال ۲۰۱۸، دسته‌بندی‌های بهترین موسیقی و بهترین تهیه‌کننده اضافه شدند.
در سال ۲۰۲۰، دسته‌بندی‌های بهترین کارگردان تازه‌کار (فیلم‌های داستانی) و بهترین کارگردان تازه‌کار (فیلم‌های مستند) ادغام شدند.